# اندیس سنگ تزئینی یل آباد
سنگ تزئینی یل آباد یک اندیس مصالح ساختمانی است که در  استان قزوین قرار دارد و مادهٔ معدنی موجود در آن، سنگ تزئینی است.سنگ میزبان این اندیس روانه های تراکی داسیتی و تراکی آندزیتی سازند کرج است و دیرینگی آن به دوران ائوسن می‌رسد. 